# A gyerekek jól vannak (film)
A gyerekek jól vannak (eredeti cím: The Kids Are All Right) 2010-ben bemutatott amerikai dráma-vígjáték. Rendezője Lisa Cholodenko, írta Cholodenko és Stuart Blumberg. A film elnyert két Golden Globe-díjat a legjobb musical/vígjáték és Annette Bening a legjobb színésznő kategóriában, és négy jelölést kapott Oscar-díjra.

## Cselekmény
Nic (Annette Bening) és Jules (Julianne Moore) egy leszbikus házaspár, Kaliforniában élnek. Mindketten szültek egy gyermeket ugyanattól az ismeretlen spermadonortól. Nic, aki szülészorvos, az elsődleges kenyérkereső és a szigorúbb szülő a családban, míg Jules nyugodtabb, ő a háziasszony. A pár boldog, a család jól működik, azonban egyre nyilvánvalóbbá válik, hogy kapcsolatuk kezd tönkremenni.

## Szereplők
| Szereplő                                               | Színész          | Magyar hang     |
| ------------------------------------------------------ | ---------------- | --------------- |
| Dr. Nicole 'Nic' Allgood                               | Annette Bening   | Kovács Nóra     |
| Jules Allgood                                          | Julianne Moore   | Spilák Klára    |
| Paul Hatfield                                          | Mark Ruffalo     | Czvetkó Sándor  |
| Joni Allgood                                           | Mia Wasikowska   | Molnár Ilona    |
| Laser Allgood                                          | Josh Hutcherson  | Baráth István   |
| Tanya                                                  | Yaya DaCosta     | Sági Tímea      |
| Sasha                                                  | Zosia Mamet      | Tamási Nikolett |
| Clay                                                   | Eddie Hassell    | Morvay Gábor    |
| Jai                                                    | Kunal Sharma     | Morvay Bence    |
| Clay apja                                              | James MacDonald  | ?               |
| Luis                                                   | Joaquín Garrido  | Kajtár Róbert   |
| Brooke                                                 | Rebecca Lawrence | Pupos Tímea     |
| Stella                                                 | Lisa Eisner      | Téglás Judit    |
| Joel                                                   | Eric Eisner      | Beratin Gábor   |
| Csaposnő                                               | Margo Victor     | ?               |
| További magyar hangok                                  |                  |                 |
| Bor László, Joó Gábor, Nádorfi Krisztina, Sörös Miklós |                  |                 |